# Святцы Антониево-Сийского монастыря
Свя́тцы Антониево-Сийского монастыря — месяцеслов, созданный в 1670 году в Антониево-Сийском монастыре. Книга представляет собой соединение рукописи со сложным гравированным орнаментом. По мнению профессора Алексея Сидорова, «это опыт, не имеющий ни прецедентов, ни продолжения в нашей печати». Считалось, что Сийские святцы являются книгой, напечатанной во второй и последней провинциальной русской типографии XVII века, но затем было установлено, что она выполнена методом двухцветной печати в один прогон, то есть изготовлена не типографским способом. Сохранились шесть экземпляров святцев Сийского монастыря: по одному — в РНБ, БАН и ГИМ, три — в РГБ. Из них два экземпляра выполнены как оттиски с гравированных досок, а остальные, кроме гравюр, содержат различные рукописные тексты.

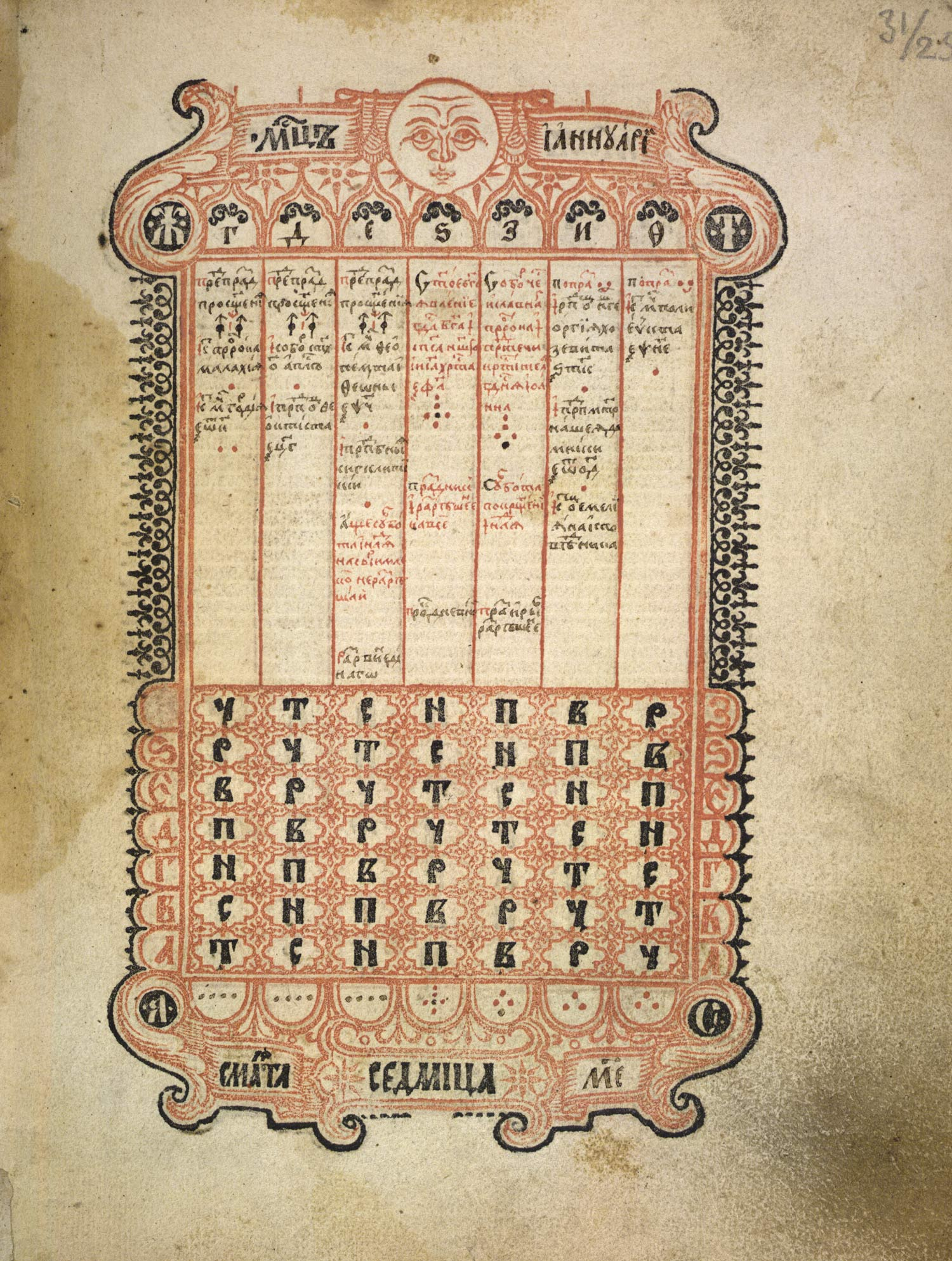
Пасхалия на месяц январь

В начале святцев помещён гравированный лист с изображением преподобного Антония Сийского, изображённого в полный рост на фоне цветочного орнамента. В верхнем левом углу помещена десница, благословляющая Антония с небес. Всё изображение заключено в рамку с арабесками по углам, которую окаймляет текст с памятными датами из жизни святого, а также с указанием на дату создания гравюры — 1670 год (дополнительно указано, что работа выполнена при игумене Феодосии). Миниатюра была отпечатана в две краски (красная и чёрная), а затем фигура преподобного была раскрашена вручную.
В форме таблиц в каждом из сохранившихся экземпляров книги приведены: святцы, пасхалия, индикаты, лунное течение, ирмосы, часы дневные и ночные. В некоторых экземплярах дополнительно включены рукописные листы с житием Антония Сийского, устав монашеского жития, расписание церковного звона, сказания о Страстях Христовых, различные рукописные таблицы церковных праздников, октоих, выписки из требников. Состав этих дополнительных материалов и их расположение в книге варьируется.